# Manifesto (2015)
Manifesto ist eine deutsch-australische Filminstallation aus dem Jahr 2015 von Julian Rosefeldt. Sie besteht aus zwölf miteinander in Beziehung stehenden Einzelfilmen einer Länge von je 10 Minuten und 30 Sekunden (sowie einem Prolog von vier Minuten), die synchronisiert in Endlosschleife auf verschiedenen Projektionsflächen in einem Raum simultan gezeigt werden.
Sie zeigt Cate Blanchett, die in 13 verschiedenen Rollen unterschiedenste Manifeste vorträgt. Die Produktion mit einer Drehzeit von zwölf Tagen begann im Dezember 2014 in Berlin. Die Erstausstellung fand vom 9. Dezember 2015 bis zum 14. März 2016 im Australian Centre for the Moving Image statt.

## Gliederung
Eine eigentliche Handlung gibt es nicht. Der Film ist eine Zusammenstellung von zwölf Szenen („Inszenierungen“) aus dem heutigen Leben, die Rosefeldt mit verschiedenen Kunstrichtungen des 20. Jahrhunderts (in annähernd chronologischer Abfolge ihres Auftretens) assoziiert. Die jeweiligen Protagonisten (alle, auch der „Obdachlose“, verkörpert durch Cate Blanchett) sprechen darin teils längere Zitate aus den Künstlermanifesten, die diese Strömungen begründeten. Im Einzelnen handelt es sich dabei um folgende:
- Prolog: Brennender Sicherungskasten (Karl Marx, Tristan Tzara, Philippe Soupault)
- Situationismus: Obdachloser (Lucio Fontana, John Reed Club of New York, Constant Nieuwenhuys, Alexander Rodtschenko, Guy Debord)
- Futurismus: Börsenmaklerin (Filippo Tommaso Marinetti, Giacomo Balla, Guillaume Apollinaire, Dsiga Wertow)
- Architektur: Arbeiterin in einer Müllverbrennungsanlage (Bruno Taut, Antonio Sant’Elia, Coop Himmelb(l)au, Robert Venturi)
- Vortizismus / „Blauer Reiter“/ Abstrakter Expressionismus: Geschäftsführerin bei Sektempfang (Wassily Kandinsky, Barnett Newman, Wyndham Lewis)
- Stridentismus / Creacionismo: Tätowierte Punkerin (Manuel Maples Arce, Vicente Huidobro, Naum Gabo)
- Dadaismus: Trauerrednerin (Tristan Tzara, Francis Picabia, Georges Ribemont-Dessaignes, Paul Éluard, Louis Aragon, Richard Huelsenbeck)
- Surrealismus / Spatialismus: Puppenspielerin (André Breton, Lucio Fontana)
- Pop Art: Sittenstrenge Mutter mit Familie (Claes Oldenburg)
- Fluxus / Merz / Performance: Choreographin (Yvonne Rainer, Emmett Williams, Philip Corner, John Cage, Dick Higgins, Allen Bukoff, Larry Miller, Eric Andersen, Tomas Schmit, Ben Vautier, George Maciunas, Mierle Laderman Ukeles, Kurt Schwitters)
- Konzeptkunst / Minimalismus: Nachrichtensprecherin und Zeitungsreporterin (Sol LeWitt, Sturtevant, Adrian Piper)
- Film: Epilog – Lehrerin (Stan Brakhage, Jim Jarmusch, Lars von Trier, Werner Herzog)

## Produktion

### Entstehung
Anlässlich eines Austauschtreffens der Sydney Theatre Company, deren künstlerische Leiterin Cate Blanchett ist, mit der Schaubühne am Lehniner Platz, hielt Blanchett sich in Berlin auf und nahm an einer Ausstellungseröffnung von Rosefeldt teil. Blanchett zeigte sich an seinem künstlerischen Schaffen interessiert und bot an, in einer zukünftigen Produktion mitzuwirken. Als sie sich erneut in Berlin aufhielt – diesmal zu den Dreharbeiten für Monuments Men –, nutzte Rosefeldt die Gelegenheit, den Inhalt eines möglichen gemeinsamen Projektes ausführlicher mit ihr zu diskutieren.
Rosefeldt war bereits im Rahmen seiner Arbeiten an seinem Werk Deep Gold auf die Futuristin Valentine de Saint-Point gestoßen, die verschiedene Manifeste verfasst hatte und darüber schließlich auf Alex Danchevs Werk 100 Artists’ Manifestos aufmerksam geworden, das zu einer bedeutenden Quelle für Manifesto wurde. Ihn faszinierte das „Künstlermanifest, ein Text voller Lebensfreude, Energie und absoluter Überzeugung, der nicht nur die Kunst, sondern die ganze Welt verändern will“, der aus einer jugendlichen, enthusiastischen Grundhaltung heraus geschrieben ist.
Er diskutierte mit Blanchett ihre Rolle als Bob Dylan in Todd Haynes’ I’m Not There, was die Konzeption des Projektes stark beeinflusste. Schließlich trafen sie sich noch einige Male und entwickelten das Projekt gemeinsam.
In der Folge begann Rosefeldt mit der Entwicklung des Projekts durch Erforschung und Analyse verschiedener Manifeste, beginnend mit Karl Marx und Friedrich Engels’  Kommunistischem Manifest aus dem Jahr 1848 und Filippo Tommaso Marinettis  Futuristischem Manifest aus dem Jahr 1909, das älteste in der Installation verwendete Kunstmanifest. Der jüngste Text stammt aus den Goldenen Regeln des Filmemachens des Regisseurs Jim Jarmusch aus dem Jahr 2004.
Rosefeldt wählte ungefähr 60 Manifeste aus, die er als am „meisten faszinierend und wiedergebenswert befand“ oder die nach seiner Ansicht „am besten zueinander passten“. Aus der Zusammenführung und Kürzung der vielfältigen Texten entstanden schließlich zwölf Kollagen, die in der Installation Verwendung fanden.
Rosefeldt betonte, dass das Hauptkonzept darin bestand, die Manifeste durch eine Frau verkörpern zu lassen. Er wollte „ein Werk schaffen, in dem eine Frau in einem künstlerischen Rahmen verschiedenste Rollen verkörpert“.

“In parallel, I began to sketch different scenes in which a woman talks, ending up with sixty short scenes, situations right across various educational levels and professional milieus. The only thing these draft scenes had in common was that they are being performed today, and that a woman is holding a monologue […] Sometimes we listen to the woman’s inner voice; in other instances she addresses an audience; once she even interviews herself, etc. I finally edited everything down to twelve scenes and twelve corresponding text collages.”

Rosefeldt beschrieb den Entwicklungsprozess als „sehr organisch“: „Ich begann damit, mit Texten zu spielen, sie durch Neufassung, Kombination und Neuordnung in neue Texte zu überführen […], sie ergänzen sich gegenseitig in spielerischer Weise.“ Er war von der Idee fasziniert, „eine Sammlung von Stimmen, eine Konversation […], bei der diese vielfältigen Stimmen in neue Monologe überführt werden: wiederum, indem diese Texte um sich selbst gedreht werden, zu schaffen.“ Das Projekt „fragt nach der Rolle des Künstlers in der heutigen Gesellschaft“, indem es auf den Schriften der Futuristen, der Dadaisten, der Fluxus-Künstler, Situationisten und der Dogma 95-Gruppierung sowie den Beiträgen einzelner Künstler, Architekten und Filmemacher aufbaut. Rosefeldt sieht das Werk als eine „homage an die Schönheit von Künstlermanifesten – ein Manifest der Manifeste“. Er gab ihm den Namen Manifesto, da „der Fokus dieser Arbeit vor allem auf den Texten liegt, sei es durch bildende Künstler, Filmemacher, Schriftsteller, Schauspieler oder Architekten – und auf der Poesie dieser Texte.“ Das Projekt wurde durch das Australian Centre for the Moving Image, in Partnerschaft mit der Art Gallery of New South Wales, dem Hamburger Bahnhof – Museum für Gegenwart, dem Sprengel Museum Hannover, und die Ruhrtriennale getragen. Das Projekt wurde von dem Medienboard Berlin-Brandenburg mit 90.000 Euro gefördert. Das Budget betrug 500.000 Euro.

### Dreharbeiten
Die Dreharbeiten begannen im Dezember 2014. Die Bedingungen, unter denen die Crew und Schauspielerin im Berliner Winter arbeiteten, sowie der knappe Zeitrahmen ließen wenig Raum für Improvisation. Das Drehteam musste die Aufnahmen genaustens planen, an manchen Tagen wurden sogar zwei der insgesamt 13 Rollen aufgenommen. Die Drehorte waren unter anderem der Friedrichstadt-Palast, das Helmholtz-Zentrum Berlin, Rüdersdorf, der Teufelsberg, die Humboldt-Universität, die Technische Universität, die Brandenburgische Technische Universität und der Stahnsdorfer Friedhof. Insgesamt wurde für eine Gesamtlänge von 130 Minuten Film gedreht. Rosefeldt rahmte Manifesto als eine Serie von Episoden, die sowohl separat voneinander als auch gemeinsam in ihrer Gesamtheit gesehen werden können, als ein Chor verschiedener Stimmen.
Der Kameramann Christoph Krauss benutzte eine digitale Kinokamera Arri Alexa XT Plus als Hauptkamera. Visuelle Effekte wurden im ArriRaw-Format erstellt. Sequenzen, die mit der Alexa XT Plus und der Alexa Plus Zweitkamera gedreht wurden, wurden im Format ProRes 4444 aufgezeichnet. Krauss benutzte zusätzlich eine Phantom-Flex-Kamera für zwei Hochgeschwindigkeitsaufnahmen. Krauss sagte, er benutzte Cooke-S4-Linsen für die Dreharbeiten, da sie „etwas weichere Hauttöne“ erzeugten. Die Cooke-S4-Linsen wurden mit zwei Angenieux Optimo Zooms kombiniert, die für größeren Focus und flexible Aufnahmen der zweiten Einheit benutzt wurden. Krauss wollte ein möglichst natürliches Aussehen erzeugen. „Wie in fast allen Arbeiten von Julian, wird bereits ausreichend abstrahiert, entweder durch Verlangsamung in langen Aufnahmen und Zeitlupe oder unnatürlichen Perspektiven wie Aufnahmen von oben.“

## Veröffentlichung
Die ersten Bilder des Films wurden im April 2015 veröffentlicht. Manifesto hatte dann seine Weltpremiere und Erstausstellung im Australian Centre for the Moving Image vom 9. Dezember 2015 bis zum 14. März 2016.
Weitere Ausstellungen:
- Hamburger Bahnhof – Museum für Gegenwart Berlin vom 10. Februar bis 18. September 2016[21]
- Art Gallery of New South Wales vom 28. Mai bis zum 13. November 2016[7]
- Sprengel Museum Hannover vom 5. Juni 2016 bis 7. Mai 2017[22]
- Landschaftspark Duisburg-Nord im Rahmen der Ruhrtriennale vom 13. August bis 24. September 2016[23]
- Park Avenue Armory in New York vom 7. Dezember 2016 bis 8. Januar 2017[24]
- Staatsgalerie Stuttgart vom 16. Dezember 2016 bis 14. Mai 2017[25]
- Villa Stuck München vom 16. Februar bis 21. Mai 2017[26]
- ‘O’ Space Aarhus vom 10. März bis 15. April 2017[27]
- Kunsthalle (Taidehalli) Helsinki vom 19. August bis 15. Oktober 2017[28]
- Auckland Arts Festival, Auckland Art Gallery, Auckland, vom 24. Februar bis 10. Juni 2018[29]
- C/O Berlin vom 24. Mai bis 16. September 2025[30]

Lineare Version
Eine lineare Filmversion des Materials mit 94 Minuten hatte am 26. Januar 2017 auf dem Sundance Film Festival 2017 Premiere. Im Münchner Filmmuseum wurde am 14. Juni 2017 eine Version des Films mit einer Länge von 90 Minuten gezeigt. Am 23. November 2017 startete der Film in deutschen Kinos mit einer Länge von 98 Minuten. Der Film war für eine Ausstrahlung 2018 im Bayerischen Rundfunk (BR) angekündigt, was aber unterblieb. Eine Pressemitteilung des BR vom April 2018 sprach dann von einer Ausstrahlung „voraussichtlich 2019“. Tatsächlich erfolgte die Ausstrahlung am 4. Juli 2019 (0.45-2.15 Uhr) im Bayerischen Fernsehen.

## Rezeption
Dan Rule vom The Sydney Morning Herald führt aus: „Die Arbeit und Blanchetts Rolle in ihr, ist eine bemerkenswerte Erkundung kultureller und filmischer Bereiche und Erwartungen, genauso wie der vibrierende Effekt mit dem der Inhalt von seinem Rahmen getrennt wird.“ Blanchett nimmt die verschiedenen Rollen ein, während sie „Künstlermanifeste überbringt […], die von Fluxus, Futurismus, Dada und mehr in der Folge reichen, als wären sie natürliche Dialoge […], beides ist eine Bestätigung von Blanchetts Präsenz und Können als Schauspielerin als auch Rosefeldts Scharfsinn und Intellekt als Künstler. Manifesto ist jede Minute wert.“ – schrieb Rule.
Jane Howard von The Daily Review führte aus, dass Rosefeldt „mit der Spannung spielt, verschiedene Denkweisen zusammenzubringen.“ „Wenn man den Raum betritt“, beobachtet Howard, „scheinen die Leinwände zuerst dazu einzuladen sie einzeln zu betrachten, das ist die beste Zeit, die man mit den Charakteren verbringt, die Blanchett verkörpert. Aber je weiter man in den Raum eindringt, desto mehr ändert sich die Anordnung der Leinwände und Manifesto entwickelt sich vermehrt in eine Ton-blutende und unausgesprochene Konfrontation zwischen den Charakteren […] Aber Rosefeldt gibt uns immer auch Momente der Ruhe, abseits der Manifeste.“ Howard bemerkte, dass Manifesto ebenso Blanchetts Anpassungsfähigkeit als Schauspielerin zeigt, ihre Verwandlungen, die „Klassen, Länder und Geschlecht überschreiten“. Die Installation „stellt richtiggehend den Höhepunkt der Ausstellung dar: ein Durcheinander von Worten, Welten, Widersprüchen und Gleichzeitigkeiten. Sich dem zu übergeben heißt nicht weniger als sich überwältigen zu lassen.“
Siobhan Calafiore von The Weekly Review erscheint Manifesto zu betreten „wie der Besuch einer seltsamen Welt in der du verloren gehst und gefunden wirst. Der Zuschauer fühlt sich als ob er in jede einzelne Situation als unbemerkter und unbeteiligter Zufallsgast geraten ist, was der Bewegung der Kamera und dem umgebenden Ton geschuldet ist“. Die Situationen sind „seltsam vertraut, ob es nun eine Situation ist, die man erkennt oder bereits erlebt hat, oder in einem Film gesehen hat.“ Calafiorie stellt eine „schöne Einheit“ zwischen den Szenen fest aber „einer der durchbohrendsten Aspekte“ ist Blanchetts „überzeugende Verwandlung in vollkommen verschiedene Charaktere.“ Jeder Kontext „erkundet eine andere Idee der Kunst und Originalität zum Unterbewussten und der Gesellschaft. Und doch schwingt alles miteinander und bewegt den Zuschauer in einer überraschenden Weise.“

## Auszeichnungen
- Biografilm Festival 2017: Guerrilla Staff Award (Julian Rosefeldt)
- Preis der deutschen Filmkritik 2018: Nominiert als „Bester Experimentalfilm“ (Julian Rosefeldt)
- Deutscher Filmpreis 2018: „Bestes Szenenbild“ (Erwin Prib), „Bestes Kostümbild“ (Bina Daigeler) und „Bestes Maskenbild“ (Morag Ross, Massimo Gattabrusi); außerdem nominiert in der Kategorie „Beste Kamera/Bildgestaltung“